# Linnea Torstenson
Linnea Maria Torstenson (* 30. März 1983 in Eskilstuna) ist eine ehemalige schwedische Handballspielerin.

## Karriere
Torstenson begann das Handballspielen beim IFK Strängnäs und wechselte später zu Skövde HF. Im Sommer 2007 wechselte Torstenson zum dänischen Erstligisten GOG Svendborg TGI, den sie jedoch nach wenigen Monaten wieder verließ. Anschließend lief die Rückraumspielerin wieder für Skövde auf, mit dem sie 2008 die schwedische Meisterschaft gewann. Daraufhin wechselte die Rechtshänderin zum dänischen Verein Aalborg DH. Mit Aalborg stand Torstenson im Finale der dänischen Meisterschaft 2009, scheiterte dort jedoch an Viborg HK. Im Jahr 2010 unterzeichnete sie einen Vertrag beim Ligarivalen FC Midtjylland Håndbold. Mit dem FCM gewann Torstenson 2011 den EHF-Pokal. Im selben Jahr wurde sie zur schwedischen Handballerin des Jahres gekürt. Im Sommer 2012 schloss sie sich dem slowenischen Verein RK Krim an, mit dem sie 2013 die Meisterschaft sowie den slowenischen Pokal gewann. Im Januar 2014 wechselte sie zum verletzungsgeplagten dänischen Erstligisten Viborg HK. Mit Viborg gewann sie 2014 den Europapokal der Pokalsieger sowie die dänische Meisterschaft. Ab dem Sommer 2014 spielte sie für den rumänischen Erstligisten CSM Bukarest. Mit CSM Bukarest gewann sie 2015, 2016 und 2017 die Meisterschaft, 2016 und 2017 den rumänischen Pokal sowie 2016 die EHF Champions League. Zur Saison 2017/18 wechselte sie zum französischen Erstligisten OGC Nizza. Zwei Spielzeiten später kehrte sie wieder zum CSM Bukarest zurück. Im Sommer 2020 beendete sie ihre Karriere.
Torstenson bestritt 177 Partien für Schweden, in denen sie 655 Treffer erzielte. Bei den Europameisterschaften 2010 belegte sie mit der schwedischen Auswahl den 2. Platz. Zusätzlich belegte sie mit 48 Toren den zweiten Platz in der Torschützenliste und wurde am Turnierende zum MVP der EM gekürt. Im Sommer 2012 nahm sie an den Olympischen Spielen in London teil. Bei der Europameisterschaft 2014 gewann sie mit Schweden die Bronzemedaille. Weiterhin nahm sie an den Olympischen Spielen 2016 in Rio de Janeiro teil.